# Wuppertaler Sport-Verein 1977-1978
Questa voce raccoglie le informazioni riguardanti il Wuppertaler Sport-Verein nelle competizioni ufficiali della stagione 1977-1978.

## Stagione
Nella stagione 1977-1978 il Wuppertal, allenato da Erhard Ahmann, Herbert Burdenski e Bernd Hoss, concluse il campionato di 2. Bundesliga al 11º posto. In Coppa di Germania il Wuppertal fu eliminato al primo turno dal Herford.

## Rosa
| N. |                     | Ruolo | Calciatore        |
| -- | ------------------- | ----- | ----------------- |
|    | Serbia (bandiera)   | P     | Vladimir Kovačić  |
|    | Germania (bandiera) | P     | Fritz Stefens     |
|    | Germania (bandiera) | D     | Lothar Dupke      |
|    | Germania (bandiera) | D     | Frank Hanisch     |
|    | Germania (bandiera) | D     | Norbert Heidemann |
|    | Germania (bandiera) | D     | Michael Loesch    |
|    | Germania (bandiera) | D     | Erich Miß         |
|    | Germania (bandiera) | D     | Gerhard Pecl      |
|    | Germania (bandiera) | D     | Detlef Spincke    |
|    | Germania (bandiera) | C     | Jürgen Berghaus   |
|    | Germania (bandiera) | C     | Rainer Budde      |
|    | Belgio (bandiera)   | C     | Antoine Fagot     |

| N. |                     | Ruolo | Calciatore       |
| -- | ------------------- | ----- | ---------------- |
|    | Germania (bandiera) | C     | Bernhard Hermes  |
|    | Germania (bandiera) | C     | Georg Jung       |
|    | Germania (bandiera) | C     | Peter Maulshagen |
|    | Germania (bandiera) | C     | Achim Pauli      |
|    | Germania (bandiera) | C     | Ulrich Scherber  |
|    | Germania (bandiera) | A     | Lothar Angermund |
|    | Germania (bandiera) | A     | Peter Hayduk     |
|    | Germania (bandiera) | A     | Helmut Lausen    |
|    | Germania (bandiera) | A     | Günter Pröpper   |
|    | Germania (bandiera) | A     | Peter Redder     |
|    | Germania (bandiera) | A     | Klaus Thies      |

## Organigramma societario
Area tecnica
- Allenatore: Bernd Hoss
- Allenatore in seconda:
- Preparatore dei portieri:
- Preparatori atletici:

## Calciomercato

### Sessione estiva
| Acquisti | Acquisti         | Acquisti       | Acquisti |
| R.       | Nome             | da             | Modalità |
| -------- | ---------------- | -------------- | -------- |
| A        | Peter Hayduk     | Saarbrücken    |          |
| D        | Frank Hanisch    | Hertha Berlino |          |
| P        | Vladimir Kovačić | Amburgo        |          |
| D        | Detlef Spincke   | Amburgo        |          |
| A        | Klaus Thies      | Duisburg       |          |

| Cessioni | Cessioni        | Cessioni           | Cessioni |
| R.       | Nome            | a                  | Modalità |
| -------- | --------------- | ------------------ | -------- |
| A        | Willi Götz      | Uerdingen 05       |          |
| D        | Reinhold Fanz   | Fortuna Düsseldorf |          |
| D        | Wolfgang Keuken | Bocholt            |          |

### Sessione invernale
| Acquisti | Acquisti      | Acquisti             | Acquisti |
| R.       | Nome          | da                   | Modalità |
| -------- | ------------- | -------------------- | -------- |
| C        | Antoine Fagot | Alemannia Aquisgrana |          |

| Cessioni | Cessioni                | Cessioni | Cessioni |
| R.       | Nome                    | a        | Modalità |
| -------- | ----------------------- | -------- | -------- |
| D        | Jürgen-Michael Galbierz | Herford  |          |

## Risultati

### 2. Bundesliga

#### Girone di andata
| Arbitro: | Herrmann |

|                 |           |              |
| Heddinghaus 67’ | Marcatori | 37’ Berghaus |

| Arbitro: | Reichmann |

|            |           |              |
| Lausen 27’ | Marcatori | 36’ Campbell |

| Bremerhaven 17 agosto 1977 3ª giornata | Bremerhaven | 0 – 0 referto | Wuppertal | Nordsee-Stadion (4 000 spett.)\| Arbitro: \| Horeis \| |
| Arbitro:                               | Horeis      |               |           |                                                        |

| Arbitro: | Brückner |

|                                           |           |                                   |
| Lausen 31’ Budde 53’, 76’ (rig.) Götz 71’ | Marcatori | 1’ Ziegler 25’ Herzog 87’ Hörster |

| Arbitro: | Wippker |

|                                         |           |                                    |
| Clute-Simon 42’ Jürgens 52’ Reiners 57’ | Marcatori | 35’ Budde 49’ Galbierz 82’ Pröpper |

| Arbitro: | Broska |

|                        |           |                   |
| Spincke 22’ Lausen 25’ | Marcatori | 73’ (rig.) Mrosko |

| Arbitro: | Milkert |

|                                                               |           |  |
| de Nul 6’ Mill 35’ Hrubesch 52’, 57’ (rig.), 78’ Sperlich 86’ | Marcatori |  |

| Arbitro: | Gathmann |

|                      |           |  |
| Lausen 28’ Budde 47’ | Marcatori |  |

| Arbitro: | Uhlig |

|                             |           |                              |
| Mattsson 37’, 78’ Wloka 67’ | Marcatori | 4’ Götz 52’ Budde 66’ Lausen |

| Arbitro: | Möller |

|                             |           |  |
| Pröpper 16’ Lausen 22’, 63’ | Marcatori |  |

| Arbitro: | Barnick |

|                          |           |          |
| Schock 37’ Genschick 67’ | Marcatori | 47’ Götz |

| Arbitro: | Kaiser |

|             |           |            |
| Pröpper 90’ | Marcatori | 35’ Schulz |

| Arbitro: | Burgers |

|             |           |             |
| Plücken 70’ | Marcatori | 48’ Pröpper |

| Arbitro: | Rieb |

|                        |           |                                |
| Lausen 30’ Pröpper 52’ | Marcatori | 5’ Hansen 31’ Fuchs 72’ Kaczor |

| Arbitro: | Schütte |

|                   |           |             |
| Stiller 9’ (rig.) | Marcatori | 35’ Pröpper |

| Arbitro: | Wippker |

|            |           |                                               |
| Lausen 66’ | Marcatori | 65’ (aut.) Spincke 77’ Klausmann 83’ Kierdorf |

| Arbitro: | Winkler |

|              |           |            |
| Sinnigen 59’ | Marcatori | 75’ Hayduk |

| Arbitro: | Assenmacher |

|                                 |           |          |
| Lausen 12’ Dupke 22’ Redder 42’ | Marcatori | 86’ Pohl |

| Arbitro: | Kohnen |

|  |           |                       |
|  | Marcatori | 33’ Redder 37’ Hayduk |

#### Girone di ritorno
| Arbitro: | Zittrich |

|                                  |           |             |
| Hayduk 11’ Fagot 64’ Pröpper 84’ | Marcatori | 47’ Bittner |

| Arbitro: | Wahmann |

|                      |           |             |
| Müller 26’ Graul 49’ | Marcatori | 48’ Pröpper |

| Arbitro: | Halfter |

|              |           |                       |
| Berghaus 75’ | Marcatori | 11’ Diekmann 73’ Amiq |

| Arbitro: | Möller |

|                         |           |  |
| Brücken 54’ Hermann 89’ | Marcatori |  |

| Arbitro: | Filipiak |

|                      |           |                           |
| Hayduk 30’ Fagot 89’ | Marcatori | 8’ Schäfer 52’ Offermanns |

| Arbitro: | Zuchantke |

|                                      |           |  |
| Genschick 6’ Hoffmann 19’ Mrosko 77’ | Marcatori |  |

| Arbitro: | Risse |

|                  |           |  |
| Pröpper 63’, 78’ | Marcatori |  |

| Arbitro: | Kespohl |

|            |           |  |
| Franke 45’ | Marcatori |  |

| Arbitro: | Marchefka |

|              |           |              |
| Berghaus 73’ | Marcatori | 85’ Mattsson |

| Arbitro: | Kespohl |

|            |           |  |
| Jansen 43’ | Marcatori |  |

| Arbitro: | Glasneck |

|           |           |  |
| Fagot 56’ | Marcatori |  |

| Berlino 1º aprile 1978 31ª giornata | TeBe Berlino | 0 – 0 referto | Wuppertal | Stadio Olimpico (2 300 spett.)\| Arbitro: \| Gabriel \| |
| Arbitro:                            | Gabriel      |               |           |                                                         |

| Arbitro: | Wichmann |

|                     |           |  |
| Redder 7’ Fagot 40’ | Marcatori |  |

| Arbitro: | Eschweiler |

|              |           |  |
| Petković 35’ | Marcatori |  |

| Arbitro: | Uhlig |

|                      |           |                                 |
| Fagot 35’ Lausen 51’ | Marcatori | 23’, 87’ Milewski 58’ Kinkeldey |

| Arbitro: | Kindervater |

|                                                    |           |                        |
| Mattner 21’ Florian 37’ Sikirski 63’ Klausmann 90’ | Marcatori | 64’ Pröpper 70’ Redder |

| Arbitro: | Horeis |

|                                  |           |  |
| Lausen 7’ Pröpper 21’ Hermes 75’ | Marcatori |  |

| Arbitro: | Kohnen |

|                                   |           |            |
| Sackewitz 38’, 61’ Eilenfeldt 80’ | Marcatori | 31’ Lausen |

| Arbitro: | Ebner |

|                                |           |               |
| Hayduk 1’ Fagot 60’ Redder 81’ | Marcatori | 6’, 12’ Bruns |

### Coppa di Germania
| Arbitro: | Glasneck |

|                   |           |                             |
| Götz 64’ Jung 74’ | Marcatori | 13’ (aut.) Pecl 78’ Pallaks |

| Arbitro: | Gabor |

|                                  |           |  |
| Heddinghaus 26’ Pallaks 31’, 56’ | Marcatori |  |

## Statistiche

### Statistiche di squadra
| Competizione      | Punti | In casa | In casa | In casa | In casa | In casa | In casa | In trasferta | In trasferta | In trasferta | In trasferta | In trasferta | In trasferta | Totale | Totale | Totale | Totale | Totale | Totale | DR |
| Competizione      | Punti | G       | V       | N       | P       | Gf      | Gs      | G            | V            | N            | P            | Gf           | Gs           | G      | V      | N      | P      | Gf     | Gs     | DR |
| ----------------- | ----- | ------- | ------- | ------- | ------- | ------- | ------- | ------------ | ------------ | ------------ | ------------ | ------------ | ------------ | ------ | ------ | ------ | ------ | ------ | ------ | -- |
| 2. Bundesliga     | 36    | 19      | 11      | 4       | 4       | 39      | 24      | 19           | 1            | 8            | 10           | 17           | 35           | 38     | 12     | 12     | 14     | 56     | 59     | -3 |
| Coppa di Germania | -     | 1       | 0       | 1       | 0       | 2       | 2       | 1            | 0            | 0            | 1            | 0            | 3            | 2      | 0      | 1      | 1      | 2      | 5      | -3 |
| Totale            | 36    | 20      | 11      | 5       | 4       | 41      | 26      | 20           | 1            | 8            | 11           | 17           | 38           | 40     | 12     | 13     | 15     | 58     | 64     | -6 |

### Andamento in campionato
| Giornata  | 1  | 2  | 3  | 4 | 5 | 6 | 7 | 8 | 9 | 10 | 11 | 12 | 13 | 14 | 15 | 16 | 17 | 18 | 19 | 20 | 21 | 22 | 23 | 24 | 25 | 26 | 27 | 28 | 29 | 30 | 31 | 32 | 33 | 34 | 35 | 36 | 37 | 38 |
| --------- | -- | -- | -- | - | - | - | - | - | - | -- | -- | -- | -- | -- | -- | -- | -- | -- | -- | -- | -- | -- | -- | -- | -- | -- | -- | -- | -- | -- | -- | -- | -- | -- | -- | -- | -- | -- |
| Luogo     | T  | C  | T  | C | T | C | T | C | T | C  | T  | C  | T  | C  | T  | C  | T  | C  | T  | C  | T  | C  | T  | C  | T  | C  | T  | C  | T  | C  | T  | C  | T  | C  | T  | C  | T  | C  |
| Risultato | N  | N  | N  | V | N | V | P | V | N | V  | P  | N  | N  | P  | N  | P  | N  | V  | V  | V  | P  | P  | P  | N  | P  | V  | P  | N  | P  | V  | N  | V  | P  | P  | P  | V  | P  | V  |
| Posizione | 11 | 13 | 11 | 8 | 9 | 5 | 9 | 6 | 7 | 6  | 7  | 8  | 7  | 9  | 9  | 10 | 11 | 9  | 9  | 8  | 8  | 10 | 11 | 11 | 12 | 10 | 10 | 11 | 12 | 10 | 11 | 10 | 10 | 10 | 13 | 12 | 12 | 11 |

Legenda:

Luogo: C = Casa; T = Trasferta. Risultato: V = Vittoria; N = Pareggio; P = Sconfitta.

### Statistiche dei giocatori
| Giocatore     | 2. Bundesliga | 2. Bundesliga | 2. Bundesliga | 2. Bundesliga | Coppa di Germania | Coppa di Germania | Coppa di Germania | Coppa di Germania | Totale   | Totale | Totale      | Totale     |
| Giocatore     | Presenze      | Reti          | Ammonizioni   | Espulsioni    | Presenze          | Reti              | Ammonizioni       | Espulsioni        | Presenze | Reti   | Ammonizioni | Espulsioni |
| ------------- | ------------- | ------------- | ------------- | ------------- | ----------------- | ----------------- | ----------------- | ----------------- | -------- | ------ | ----------- | ---------- |
| L. Angermund  | 1             | 0             | 0             | 0             | 0                 | 0                 | 0                 | 0                 | 1        | 0      | 0           | 0          |
| J. Berghaus   | 37            | 3             | 1             | 0             | 2                 | 0                 | 0                 | 0                 | 39       | 3      | 1           | 0          |
| R. Budde      | 21            | 5             | 2             | 0             | 2                 | 0                 | 0                 | 0                 | 23       | 5      | 2           | 0          |
| L. Dupke      | 35            | 1             | 0             | 0             | 2                 | 0                 | 0                 | 0                 | 37       | 1      | 0           | 0          |
| A. Fagot      | 21            | 6             | 1             | 0             | 0                 | 0                 | 0                 | 0                 | 21       | 6      | 1           | 0          |
| J. Galbierz   | 15            | 1             | 6             | 0             | 1                 | 0                 | 0                 | 0                 | 16       | 1      | 6           | 0          |
| W. Götz       | 14            | 3             | 2             | 0             | 1                 | 1                 | 1                 | 0                 | 15       | 4      | 3           | 0          |
| F. Hanisch    | 13            | 0             | 0             | 0             | 2                 | 0                 | 0                 | 0                 | 15       | 0      | 0           | 0          |
| P. Hayduk     | 15            | 5             | 2             | 0             | 0                 | 0                 | 0                 | 0                 | 15       | 5      | 2           | 0          |
| N. Heidemann  | 1             | 0             | 0             | 0             | 0                 | 0                 | 0                 | 0                 | 1        | 0      | 0           | 0          |
| B. Hermes     | 37            | 1             | 3             | 0             | 2                 | 0                 | 0                 | 0                 | 39       | 1      | 3           | 0          |
| G. Jung       | 15            | 0             | 3             | 0             | 2                 | 1                 | 0                 | 0                 | 17       | 1      | 3           | 0          |
| V. Kovačić    | 35            | 0             | 0             | 0             | 2                 | 0                 | 0                 | 0                 | 37       | 0      | 0           | 0          |
| H. Lausen     | 31            | 13            | 3             | 0             | 1                 | 0                 | 0                 | 0                 | 32       | 13     | 3           | 0          |
| M. Loesch     | 2             | 0             | 0             | 0             | 0                 | 0                 | 0                 | 0                 | 2        | 0      | 0           | 0          |
| P. Maulshagen | 1             | 0             | 0             | 0             | 0                 | 0                 | 0                 | 0                 | 1        | 0      | 0           | 0          |
| E. Miß        | 31            | 0             | 7             | 0             | 1                 | 0                 | 0                 | 0                 | 32       | 0      | 7           | 0          |
| A. Pauli      | 0             | 0             | 0             | 0             | 1                 | 0                 | 0                 | 0                 | 1        | 0      | 0           | 0          |
| G. Pecl       | 22            | 0             | 1             | 0             | 1                 | 0                 | 0                 | 0                 | 23       | 0      | 1           | 0          |
| G. Pröpper    | 31            | 12            | 2             | 0             | 1                 | 0                 | 0                 | 0                 | 32       | 12     | 2           | 0          |
| P. Redder     | 27            | 5             | 3             | 0             | 0                 | 0                 | 0                 | 0                 | 27       | 5      | 3           | 0          |
| U. Scherber   | 1             | 0             | 0             | 0             | 0                 | 0                 | 0                 | 0                 | 1        | 0      | 0           | 0          |
| D. Spincke    | 32            | 1             | 1             | 0             | 2                 | 0                 | 1                 | 0                 | 34       | 1      | 2           | 0          |
| F. Stefens    | 3             | 0             | 0             | 0             | 0                 | 0                 | 0                 | 0                 | 3        | 0      | 0           | 0          |
| K. Thies      | 28            | 0             | 3             | 0             | 2                 | 0                 | 0                 | 0                 | 30       | 0      | 3           | 0          |